# Chrysochlamys ulei
Chrysochlamys ulei är en tvåhjärtbladig växtart som beskrevs av Adolf Engler. Chrysochlamys ulei ingår i släktet Chrysochlamys och familjen Clusiaceae. Inga underarter finns listade i Catalogue of Life.